# Sequera de Fresno
Sequera de Fresno is een gemeente in de Spaanse provincie Segovia in de regio Castilië en León met een oppervlakte van 13,31 km². Sequera de Fresno telt 40 inwoners (1 januari 2016).

## Demografische ontwikkeling
Bron: INE, 1857-2011: volkstellingen